# UC-56号潜艇
陛下之UC-56号艇是德意志帝国海军于第一次世界大战期间建造的其中一艘UC-II型近岸布雷潜艇或称U艇。它由但泽的帝国船厂承建，于1916年8月26日新船下水，至同年12月18日交付使用。其全长50.5米，水面及水下排水量分别为415吨和498吨，艇载武器则包括三具鱼雷发射管、六具水雷滑射槽以及一门88毫米口径甲板炮。UC-56号入役后曾先后被部署至驻波罗的海的库尔兰区舰队和驻比利时的佛兰德区舰队，并参与了大西洋潜艇战。通过其六次巡逻，仅击沉1艘容积总吨为6824吨的英国医疗船。1918年5月24日，UC-56号在遭遇机件故障后被迫驶入中立国西班牙的桑坦德，并于战争余下的时间内一直被扣押在那里。战后，根据对德停战协定的要求，该艇于1919年3月27日被引渡至法国罗什福尔正式投降，至1923年在当地拆解报废。

## 设计
1915年秋天，由于中立国美国的干预，U艇战几乎陷入停顿，导致德国广泛开展《国际法》所允许的水雷战，从而使布雷潜艇的需求量相应增加。德意志帝国海军潜艇监察局（Inspektion des U-Bootwesens）的开发部门留意到了这一点，遂以UB-II型为基础，按照兼顾布雷效率和生产速度的要求，以41号工程的名义设计了UC-II型潜艇。为了弥补前型UC-I型的缺陷，UC-II型艇不仅更大，而且采用双轴推进系统。然而，与前型最主要的区别在于，UC-II型艇重新运用了双壳体结构。但它并非纯粹的双体潜艇，而是一种中间过渡型；因为外层没有封闭耐压壳体，而是作为鞍形水柜附在上方。
UC-56号是64艘UC-II型方案的其中一艘。这个亚型的艇体结构与UB-II型类似，但体积更大，全长为50.5米，并有3.61米的吃水深度；由于不再考虑铁路运输的装载限界，舷宽也得以增至5.22米。其水上和水下排水量分别为415吨和498吨。艇只采用两台科尔庭六缸四冲程600匹公制馬力（440千瓦特）柴油机用于水面运行，以及两台620匹公制馬力（460千瓦特）的BBC电动发电机用于水下航行；水面最高航速11.6節（21.5每小時），水下7.3節（13.5每小時）；能够在水面以7節（13每小時）航速续航9,450海里（17,500），或以4節（7.4每小時）连续在水下航行52海里（96）而无需充电。其潜没需时约为30秒，能够在50米的深度下运作。
作为布雷潜艇，UC-56号改将六具布雷滑射槽安装在艇体前部，每具储存井内的水雷数量增至3枚，即合共18枚UC200型水雷。布雷时只需将存储井底部的盖板打开，水雷便可凭借自身重量滑入水中。随着滑射槽长度增加，艇体艏楼的上层建筑被抬高，上层建筑与司令塔之间的凹陷处布置了一门88毫米30倍径速射炮作为甲板炮。但由于位置相对较低，火炮甲板在恶劣海况下很容易被涌浪淹没。此外，UC-56号还装备有三具500毫米鱼雷发射管，这极大提升了潜艇的攻击能力。其中艇艏两具外置在两侧、艇艉一具则为内置式，并可搭载合共7枚G6型鱼雷。其标准船员编制为3名军官及23名水兵。

## 历史

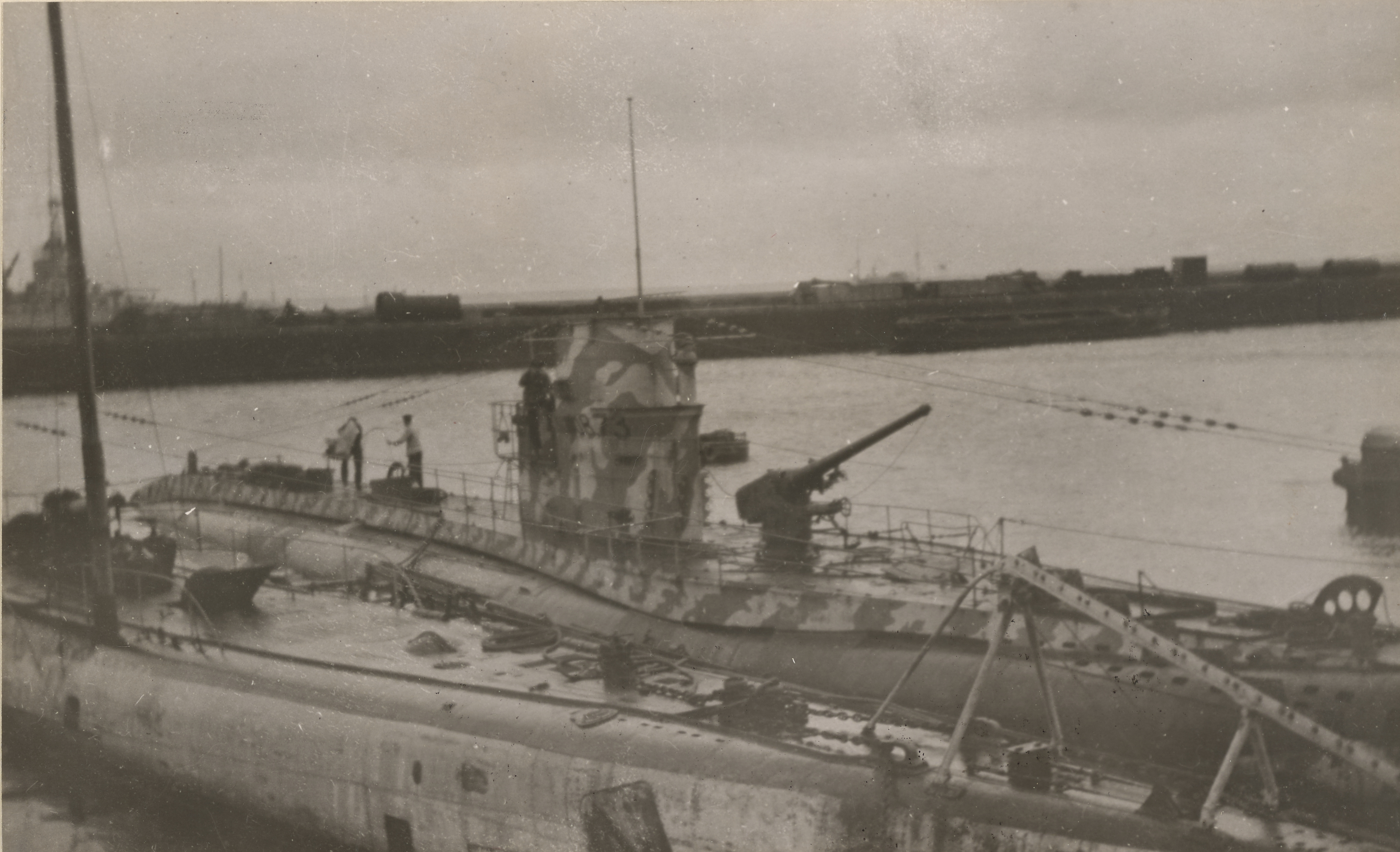
战后移交法国的UC-56号（前景）和U-108号

1916年1月12日，在海军元帅阿尔弗雷德·冯·提尔皮茨的倡议下，国家海军办公室分别向五家德国造船厂发包第三批次的UC-II型潜艇。UC-56号因此成为但泽帝国船厂承建的第二艘UC级潜艇，建造编号为38。它于1916年3月4日动工、8月26日新船下水，至同年12月18日在首度担任艇长的海军上尉约翰内斯·雷米的指挥下交付使用，随即展开海试。在雷米之后，海军预备役上尉威廉·基泽韦特也曾担任UC-56号的末任艇长。完成海试后，该艇先是于1917年8月20日正式被编入驻波罗的海的库尔兰区舰队服役，自同年8月20日起又转配至驻泽布吕赫的佛兰德区舰队，成为海军佛兰德集团军的一份子。
在不足一年的服役生涯中，UC-56号参与了大西洋潜艇战，但在其六次布雷及破交战巡逻期间，仅击沉过1艘英国船舶。这是容积总吨为6824吨、被英国皇家海军征用的医疗船格莱纳特城堡号；它于1918年2月26日从纽波特前往布雷斯特途中，在距兰迪岛以西约10海里（19）处遭基泽韦特发射鱼雷击沉，造成多达153人罹难。1918年5月21日，UC-56号在西班牙水域遭到了美国海军巡逻艇克里斯特贝尔号投下的深水炸弹袭击。由于战斗损坏，它无法再次下潜。5月24日，这艘潜艇在机件故障的情况下，经过三天危险的航行后抵达西班牙的桑坦德。UC-56号的船员受到拘留，德国人向西班牙当局报告称，他们的潜艇被克里斯特贝尔号严重击伤，他们别无选择，只能在一个中立港口避难。
UC-56号在战争余下的时间内一直被扣押在桑坦德。战后，对德停战协定的要求，该艇于1919年3月27日被引渡至法国罗什福尔正式投降，至1923年在当地拆解报废。末任艇长基泽韦特则被带到伦敦，在当地被逮捕并就击沉医疗船的事件接受审讯；然而，他最终获释。

## 袭击历史摘要
| 日期          | 船名           | 船籍         | 吨位 | 结局 |
| ------------- | -------------- | ------------ | ---- | ---- |
| 1918年2月26日 | 格莱纳特城堡号 | 英國皇家海軍 | 6824 | 击沉 |

## 脚注
1. 1 2 3 4 5 6  Helgason, Guðmundur. . German and Austrian U-boats of World War I - Kaiserliche Marine - Uboat.net.   [2009-02-23].
2. ↑  Tarrant，第173頁.
3. 1 2 3  Gröner 1991，第31-32頁.
4. 1 2  Helgason, Guðmundur. . German and Austrian U-boats of World War I - Kaiserliche Marine - Uboat.net.   [2015-03-01].
5. ↑  Helgason, Guðmundur. . German and Austrian U-boats of World War I - Kaiserliche Marine - Uboat.net.   [2015-03-01].
6. ↑  陈进，第48頁.
7. 1 2  . Navypedia.   [2022-09-16]. （原始内容存档于2023-01-20）.
8. ↑  陈进，第46頁.
9. ↑  NARS，第XXVI頁.
10. ↑  Herzog，第139頁.
11. ↑  Helgason, Guðmundur. . German and Austrian U-boats of World War I - Kaiserliche Marine - Uboat.net.   [2022-10-25].
12. ↑  Dodson & Cant，第131頁.
13. ↑  Gibson & Prendergast，第266頁.
14. ↑  Helgason, Guðmundur. . German and Austrian U-boats of World War I - Kaiserliche Marine - Uboat.net.   [2015-03-01].